# Ronny Weller
Ronny Weller (* 22. Juli 1969 in Oelsnitz/Vogtl.) ist ein ehemaliger deutscher Gewichtheber. Er gewann im Laufe seiner Karriere bei internationalen Wettkämpfen 49 Medaillen und stellte insgesamt elf Weltrekorde auf. Sein höchstes Wettkampfgewicht betrug 151,84 kg (Olympische Spiele 2004 in Athen).

## Karriere

### Anfänge als Gewichtheber
Mit Vater Günther, Sportoffizier der NVA, und Mutter Christine kam er Mitte der 1970er Jahre nach Marxwalde, dem heutigen Neuhardenberg. Da Günther Weller im ansässigen Trainingszentrum Gewichtheben des Armeesportvereins arbeitete, kam Sohn Ronny schon früh mit diesem Sport in Berührung, wo er schon bald durch sein ungewöhnlich großes Talent auffiel. Landesweit für Aufsehen sorgte er erstmals 1983 als "Stärkster Pionier" und Spartakiadesieger der DDR. Im selben Jahr kam er an die Kinder- und Jugendsportschule nach Frankfurt (Oder). 1987 wurde er Junioren-Weltmeister im 1. Schwergewicht und durchbrach als 17-Jähriger im olympischen Zweikampf erstmals die 400-Kilogramm-Schallmauer. Ein Jahr darauf gewann Ronny Weller, welcher mittlerweile in das 2. Schwergewicht aufgestiegen war, bei den Olympischen Spielen in Seoul bereits die Bronzemedaille, wofür er mit dem Vaterländischen Verdienstorden in Bronze ausgezeichnet wurde. 1989 gewann er zum zweiten Mal den Weltmeistertitel bei den Junioren. Außerdem wurde er in der Teildisziplin Reißen Weltmeister bei den Senioren.

### Unfall
Am 22. Dezember 1989 schien die Karriere plötzlich beendet: In der Nähe von Frankfurt (Oder) verunglückte Ronny Weller auf regennasser Fahrbahn mit seiner damaligen Freundin im elterlichen Wagen, als er bei einem Überholmanöver die Kontrolle über das Fahrzeug verlor und gegen einen Baum prallte. Seine Freundin starb noch am Unfallort, Weller selbst erlitt lebensgefährliche Verletzungen und lag mit mehreren Knochenbrüchen eine Woche im Koma.

### Comeback
Rund fünfzehn Monate nach diesem Trauma stieg Weller wieder in das Training ein und konnte bald wieder zur Weltspitze aufschließen. 1991 gewann er bei den Weltmeisterschaften in Donaueschingen in Reißen, Stoßen, sowie im Zweikampf jeweils die Silbermedaille. Ein Jahr später bei den Olympischen Spielen in Barcelona feierte Ronny Weller seinen größten Erfolg, als er im 2. Schwergewicht den ersten Platz belegte. Dafür wurde er am 23. Juni 1993 mit dem Silbernen Lorbeerblatt ausgezeichnet.
Zu dieser Zeit siedelte er mit seinen Eltern auf Empfehlung des ehemaligen Olympiasiegers Rolf Milser von Frankfurt (Oder) nach Duisburg über, da sich dort für den von Arbeitslosigkeit bedrohten Vater die Chance einer Festanstellung im Sport- und Bäderamt ergab.
1993 gewann Ronny Weller schließlich den Weltmeistertitel im Reißen und im Zweikampf im Superschwergewicht. Bei den Weltmeisterschaften 1995 und 1997 folgten weitere Titel im Reißen, sowie jeweils zweite bzw. dritte Plätze im Zweikampf und Stoßen hinter seinem Dauerrivalen Andrei Tschemerkin aus Russland. Dieser verwies Ronny Weller auch bei den Olympischen Spielen 1996 in Atlanta auf den zweiten Platz. Bei den Olympischen Spielen 2000 in Sydney belegte Ronny Weller wiederum den zweiten Platz, diesmal hinter dem Iraner Hossein Rezazadeh, welcher bereits die nachkommende Generation verkörperte. In den Folgejahren musste Weller immer häufiger aufgrund von Verletzungen Wettkampfpausen einlegen. Trotzdem galt Weller neben Marc Huster als das Aushängeschild des deutschen Gewichthebens, war er doch auf internationalem Parkett nach wie vor ein Garant für Edelmetall.
2002 konnte Weller die Goldmedaille bei den Europameisterschaften in Antalya im Stoßen sowie im Zweikampf gewinnen. Darüber hinaus belegte er im Reißen den zweiten Platz. Bei den europäischen Titelkämpfen 2004 gewann Ronny Weller noch einmal drei Bronzemedaillen. Im selben Jahr trat er bei den Olympischen Spielen in Athen an, wo er die reelle Chance hatte, als erster Gewichtheber überhaupt bei fünf Olympischen Spielen jeweils eine Medaille zu gewinnen. Doch ein Sehnenanriss in der rechten Schulter, welchen sich Weller im zweiten Versuch des Reißens zuzog, verhinderte diesen Erfolg. Unmittelbar darauf beendete er seine Karriere. Im Dezember 2004 wurde Ronny Weller im Rahmen der Deutschen Meisterschaften in Plauen aus dem Leistungssport verabschiedet.

## Sonstiges
Ronny Weller ist seit Mai 2003 verheiratet und seit November 2003 Vater einer Tochter. Er war Mitglied der Sportfördergruppe der Bundeswehr, aus der er im Dezember 2006, zuletzt im Rang eines Hauptfeldwebels, ausschied.

## Statistiken

### Wettkampfbilanz (Übersicht)
| Jahr | Turnier                          | Ort             | Zweikampf | Platz    | Reißen   | Platz    | Stoßen   | Platz    | Gewichtsklasse     |
| ---- | -------------------------------- | --------------- | --------- | -------- | -------- | -------- | -------- | -------- | ------------------ |
| 1987 | Junioren-Europameisterschaften** | Belgrad         |           | 1        |          | 1        |          | 1        |                    |
| 1987 | Junioren-Weltmeisterschaften     | Belgrad         |           | 1        |          | 1        |          | 1        |                    |
| 1987 | Weltmeisterschaften              | Ostrava         | 405,0 kg  | 4        | 180,0 kg | 5        | 225,0 kg | 3        | 1. Schwergewicht   |
| 1988 | Europameisterschaften            | Cardiff         | 435,0 kg  | 3        | 192,5 kg | 3        | 242,5 kg | 3        | 2. Schwergewicht   |
| 1988 | Olympische Sommerspiele*         | Seoul           | 425,0 kg  | 3        | 190,0 kg | -        | 235,0 kg | -        | 2. Schwergewicht   |
| 1989 | Junioren-Weltmeisterschaften     | Fort Lauderdale |           | 1        |          | 1        |          | 1        |                    |
| 1989 | Europameisterschaften**          | Athen           | /         | k. Platz | 202,5 kg | 1        | ungültig | k. Platz | 2. Schwergewicht   |
| 1989 | Weltmeisterschaften              | Athen           | /         | k. Platz | 202,5 kg | 1        | ungültig | k. Platz | 2. Schwergewicht   |
| 1991 | Weltmeisterschaften              | Donaueschingen  | 420,0 kg  | 2        | 190,0 kg | 2        | 230,0 kg | 2        | 2. Schwergewicht   |
| 1992 | Olympische Sommerspiele*         | Barcelona       | 432,5 kg  | 1        | 192,5 kg | -        | 240,0 kg | -        | 2. Schwergewicht   |
| 1993 | Europameisterschaften            | Sofia           | 420,0 kg  | 2        | 185,0 kg | 3        | 235,0 kg | 2        | 2. Schwergewicht   |
| 1993 | Weltmeisterschaften              | Melbourne       | 442,5 kg  | 1        | 200,0 kg | 1        | 242,5 kg | 3        | Superschwergewicht |
| 1995 | Weltmeisterschaften              | Guangzhou       | 440,0 kg  | 2        | 197,5 kg | 1        | 242,5 kg | 3        | Superschwergewicht |
| 1996 | EU-Meisterschaften               | Chemnitz        | 420,0 kg  | 1        | 187,5 kg | 1        | 232,5 kg | 1        | Superschwergewicht |
| 1996 | Olympische Sommerspiele*         | Atlanta         | 455,0 kg  | 2        | 200,0 kg | -        | 255,0 kg | -        | Superschwergewicht |
| 1997 | Weltmeisterschaften              | Chiang Mai      | 450,0 kg  | 2        | 200,0 kg | 1        | 250,0 kg | 2        | Superschwergewicht |
| 1998 | EU-Meisterschaften               | Rum (Tirol)     | 455,0 kg  | 1        | 200,0 kg | 1        | 255,0 kg | 1        | Superschwergewicht |
| 1998 | Europameisterschaften            | Riesa           | 465,0 kg  | 1        | 205,5 kg | 1        | 260,0 kg | 1        | Superschwergewicht |
| 1999 | Europameisterschaften            | La Coruna       | 437,5 kg  | 2        | 200,0 kg | 2        | 237,5 kg | 3        | Superschwergewicht |
| 1999 | Weltmeisterschaften              | Athen           | /         | k. Platz | ungültig | k. Platz | 240,0 kg | 7        | Superschwergewicht |
| 2000 | Europameisterschaften            | Sofia           | 455,0 kg  | 2        | 205,0 kg | 1        | 250,0 kg | 2        | Superschwergewicht |
| 2000 | Olympische Sommerspiele*         | Sydney          | 467,5 kg  | 2        | 210,0 kg | -        | 257,5 kg | -        | Superschwergewicht |
| 2002 | Europameisterschaften            | Antalya         | 450,0 kg  | 1        | 202,5 kg | 2        | 247,5 kg | 1        | Superschwergewicht |
| 2003 | Weltmeisterschaften              | Vancouver       | /         | k. Platz | n. a.    | k. Platz | n. a.    | k. Platz | Superschwergewicht |
| 2004 | Europameisterschaften            | Kiew            | 437,5 kg  | 3        | 195,0 kg | 3        | 242,5 kg | 3        | Superschwergewicht |
| 2004 | Olympische Sommerspiele*         | Athen           | /         | k. Platz | 195,0 kg | -        | n. a.    | -        | Superschwergewicht |

* ....nur Zweikampfergebnis wird berücksichtigt, daher keine Platzvergabe bei den Einzeldisziplinen

** ....fanden im Rahmen der Weltmeisterschaften statt

k. Platz ....keine Platzierung erreicht, da Wettkampf vorzeitig beendet

n. a. ....nicht angetreten

ungültig ....alle drei Versuche ungültig

### Bestleistungen
- Reißen: 205,0 kg in der Klasse bis 110 kg 1989 in Fort Lauderdale.[3]
- Reißen: 210,0 kg in der Klasse über 105 kg.
- Stoßen: 260,0 kg in der Klasse über 105 kg.
- Zweikampf: 467,5 kg (210,0+257,5) in der Klasse über 105 kg.